# Destila
DESTILA, s.r.o. je česká společnost, která je od roku 2024 v likvidaci. Do 1. května 2007 šlo o výrobní družstvo, které vzniklo přisvojením podniku „Mědikovectví a kovolitectví Frant. Indra".

## Předchůdce
Firma „Franz Indra" byly založena v roce 1875. V roce 1881 rozhodoval správní soud a Moravský zemský úřad o stanovení data začátku učebního poměru Franze Indry u firmy Rudolph Beher.
Franz Indra, se sídlem Kröna 7 (Křenová ulice), Brno byl uveden v adresáři Brna již v roce 1881, později v roce 1896.
Franz Indra, jako mědikovec a kovolitec v Brně, požádal v roce 1904 Zemský soud v Brně o zápis firmy „Kupferschmiede und Metallgiesserei Franz Indra v Brně" do obchodního rejstříku pro jednotlivce. Firma byla také zapsána česky Mědikovectví a kovolitectví František Indra a měla sídlo v Křenové ul. č. 7. V roce 1904 byl v adresáři Brna uveden v několika oborech:
- Blech,- Bleiröhren- u. Metallwarenfabriken
- Gelbgiesser
- Heizungs- und Lüftungsanlagen (zařízení pro vytápění a ventilaci)
- Kellereiartikel (zařízení vinařství)
- Kupferschmiede (mědikovectví)
- Maschinenfabriken (výroba strojů)
- Mechaniker (mechanik)
- Metall- und Zinngieser (slévač kovů))
- Molkereimaschinen (mlékárenské stroje)
- Pumpenenzeuger (výrobce čerpadel)
- Tischler (truhlář)
- Vernickelung, Verzinnung (niklování, cínování)

V roce 1913 převzal firmu bratr Rudolf Indra a dále ji vedl pod jménem Franz Indra.

## Historie
Družstvo Destila bylo založeno na základě společenské smlouvy ze dne 31. května 1947. Název družstva se nabízel vzhledem k výrobě destilačních přístrojů, které předchůdce Franz Indra vyráběl.
Na základu výměru ústředního národního výboru v Brně ze dne 14. října 1949 byla vymazána národní správa a národní správce firma Destila, kovodělné družstvo v Brně, zapsané společenstvo s ručením obmezeným. Národní správu vykonávala firma Destila u firmy „Mědokovectví a kovolitectví Frant. Indra", Křenová 5, Brno.
Dne 26. srpna 1950 byla společenská smlouva celkově změněna valnou hromadou. Destila, výrobní družstvo bylo zapsáno do obchodního rejstříku dne 23. května 1951.[zdroj?]
Družstvo Destila provozovalo svou činnost v Brně v provozovně 01 – Křenová 5 nebo v provozovně 09 – Gottwaldova 18. Družstvo Destila mělo na adrese Slavkov u Brna, Čelakovského 689 své odborné učiliště.
V roce 1982 byla postavena nová výrobní hala ve Slavkově u Brna. Hala je dnes[kdy?] majetkem firmy DESTILA Slavkov, s.r.o.[zdroj?]
Dne 1. května 2007 došlo k transformaci družstva na společnost s ručením omezeným. Na základě rozhodnutí vlastníka ze dne 24. dubna 2024 byla k 1. červnu 2024 zahájena likvidace společnosti.

## Výrobní sortiment
V roce 1968 byl ukončen vývoj a zahájena výroba ověřovací série plynového plnoautomatického teplovodního kotlíku typu „Destila P 2“. Současně byla zahájena výroba nového typu kotle Deštila KR-3. V roce 1970 vyráběla firma v licenci anglické firmy Bantam tlakové naftové hořáky. V roce 1979 vyrábělo družstvo filtry pro potravinářský průmysl. V roce 1989 vyráběl podnik Destila Brno kolem deseti tisíc kotlů ročně, v pěti provedeních. V roce 1991 vyrábělo výrobní družstvo plynové automatické kotle výkonové rady 7-50 kW, křemelinové naplavovací filtry výkonu 10-400 hl/h a potravinářské stroje. V roce 1993 navrhl designer Karel Kobosil nový tvar plynového stacionárního kotle Ocelot.